# تورنیمپارته
تورنیمپارته (به ایتالیایی: Tornimparte) یک کومونه در ایتالیا است که در استان لاکویلا واقع شده‌است. تورنیمپارته ۶۵٫۹ کیلومتر مربع مساحت و ۳٬۰۰۱ نفر جمعیت دارد و ۸۳۰ متر بالاتر از سطح دریا واقع شده‌است.